# Planohowchinia
Planohowchinia es un género de foraminífero bentónico de la familia Lasiodiscidae, de la superfamilia Archaediscoidea, del suborden Fusulinina y del orden Fusulinida. Su especie tipo es Planohowchinia espielensis. Su rango cronoestratigráfico abarca desde el Brigantiense (Cabornífero inferior).

## Discusión
Algunas clasificaciones más recientes incluyen Planohowchinia en la superfamilia Lasiodiscoidea, del suborden Archaediscina, del orden Archaediscida, de la subclase Afusulinana y de la clase Fusulinata.

## Clasificación
Planohowchinia incluye a la siguiente especie:
- Planohowchinia espielensis †